# 欧特拉克
欧特拉克（法語：Autrac，法語發音：[otʁak]）是法国上卢瓦尔省的一个市镇，属于布里尤德区。

## 地理
欧特拉克（45°19'48"N, 3°7'57"E）面积8.46 平方千米，位于法国奥弗涅-罗讷-阿尔卑斯大区上盧瓦爾省，该省份为法国中南部省份，北起多姆山省和卢瓦尔省，西接康塔爾省，南至洛泽尔省，东临阿尔代什省。
与欧特拉克接壤的市镇（或旧市镇、城区）包括：莱沃、布莱勒、圣艾蒂安叙布莱勒、阿普沙。

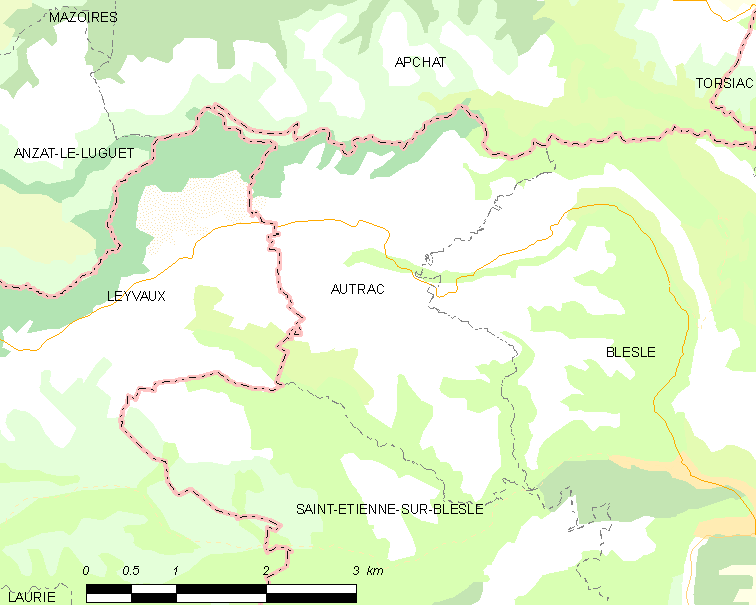
欧特拉克的OSM定位图

欧特拉克的时区为UTC+01:00、UTC+02:00（夏令时）。

## 行政
欧特拉克的邮政编码为43450，INSEE市镇编码为43014。

## 政治
欧特拉克所属的省级选区为圣弗洛里娜县。

## 人口

1962-2008年间欧特拉克人口变化图示

欧特拉克于2022年1月1日时的人口数量为51人。